# Йолан Келен
Йолан Келен, уроджена Фрід (угор. Kelen Jolán; 29 листопада 1891, Мукачево — 28 грудня 1979, Будапешт) — угорська письменниця, викладач.

## Життєпис
Вона народилася в Мукачево, у єврейській родині Лайоша Фріда та Паули Геллер. У 1910 році вона приєдналася до Гуртка Галілея, деякий час була секретарем і читала лекції. Закінчивши навчання в Будапешт, викладала у комерційній школі з 1910 по 1918 рік, коли її заарештували за участь в антимілітаристській роботі революційних соціалістів і одночасно позбавили викладацької посади. 
Вона була одним із засновників викладацького відділу Національної асоціації міських службовців (VAOSZ), заснованої Ерне Чобелем . Увійшов до складу Комуністичної парті Угорщини під час її заснування. 30 липня 1917 року вона вийшла заміж за Йошефа Келена у Ференцвароші, Будапешт.  У грудні 1918 року брала участь у роботі комітету шкільної реформи як шкільний інспектор повіту Пешт. Під час Радянської республіки очолювала дитячий соціальний відділ Народного комітету народної освіти і була членом Будапештської центральної революційної робітничої і солдатської ради. 
Після падіння комуни восени 1919 року емігрувала до Відня, а в 1922 році виїхала до Москви і працювала викладачем школи. Вступила до Комуністичної партії Радянського союзу. З 1926 по 1931 рік була чиновником торговельного представництва Радянського Союзу в Берліні. 
У 1954 році повернулася до Угорщини і працював співробітником Інституту історії партії. Вона також написала кілька історичних романів.

## Твори
- По бездоріжжю. Життя Отто Корвіна (1955);
- Суд над Галілеєм XX. століття (1957).
- Земля ще рухається (1957);
- Світ твій! (1960);
- Народна трибуна. Розділи з життя Деже Боканьї (разом з Дьюлою Барабасом, 1964).